# Toluidina
Toluidina é o nome genérico das substâncias orgânicas com um anel benzeno e dois grupos substituintes: a metila e a amina. Possuem estrutura química semelhante a da anilina. Suas fórmulas são C7H9N.
Há três isômeros de posição da toluidina, é a o-toluidina (posição orto-, de numeração 1,2), a m-toluidina (posição meta-, de numeração 1,3) e a p-toluidina (posição para-, de numeração 1,4).
| Isômeros da Toluidina | Isômeros da Toluidina         | Isômeros da Toluidina         | Isômeros da Toluidina         |
| --------------------- | ----------------------------- | ----------------------------- | ----------------------------- |
| Nome comum            | o-toluidina                   | m-toluidina                   | p-toluidina                   |
| Outros nomes          | o-metilanilina 2-metilanilina | m-metilanilina 3-metilanilina | p-metilanilina 4-metilanilina |
| Nome químico          | 2-amino-1-metilbenzeno        | 3-amino-1-metilbenzeno        | 4-amino-1-metilbenzeno        |
| Fórmula química       | C7H9N                         | C7H9N                         | C7H9N                         |
| Massa molecular       | 107.17 g/mol                  | 107.17 g/mol                  | 107.17 g/mol                  |
| Ponto de fusão        | −23 °C                        | −30 °C                        | 43 °C                         |
| Ponto de ebulição     | 199–200 °C                    | 203–204 °C                    | 200 °C                        |
| Densidade             | 1.00 g/cm3                    | 0.98 g/cm3                    | 1.05 g/cm3                    |
| Número CAS            | [95-53-4]                     | [108-44-1]                    | [106-49-0]                    |
| SMILES                | CC1=C(N)C=CC=C1               | NC1=CC(C)=CC=C1               | NC1=CC=C(C)C=C1               |
| Estrutura molecular   |                               |                               |                               |